# Kampung Gadang
Kampung Gadang is een bestuurslaag in het regentschap Pariaman van de provincie West-Sumatra, Indonesië. Kampung Gadang telt 1255 inwoners (volkstelling 2010).